# 정혜옥 (성우)
정혜옥(1981년 12월 16일 ~ )은 한국의 여자 성우다. 2003년 투니버스 5기 공채 성우로 데뷔하였다.

## 내력
- 성우가 된 계기는 고등학교 시절 시각장애인에게 책을 읽어주는 봉사활동을 하다가 성우에 대해 흥미를 가지게 되었다고 한다.

## 애니메이션 출연 작품
굵은 글씨는 메인 캐릭터.

### 투니버스
- 7인의 나나 (투니버스) - 나나코
- D4 프린세스 (투니버스) - 점박이 / 벨 / 크리나 로사
- GO GO 다섯쌍둥이 (투니버스) - 정호만
- 건방진 천사 (투니버스) - 요리코
- 소년탐정 김전일 첫 번째 극장판 (투니버스) - 허설화
- 꿈의 크레용 왕국 (투니버스) - 케로삐
- 내일의 나쟈 (투니버스) - 리타 로시
- 냉장고 나라 코코몽 (투니버스) - 오몽이 / 투니
- 네기마!? (애니맥스) - 네기 스프링필드 / 쟈지 레이니데이
- 닌자보이 란타로 (투니버스) - 란타로
- 따끈따끈 베이커리 (투니버스) - 성주란
- 레이브 (투니버스) - 플루 / 멜로디아 / 어린 하루 / 엘리 엄마
- 로젠메이든 (투니버스) - 카시와바 토모에
- 로젠메이든 트로이멘트 (투니버스) - 카시와바 토모에
- 록맨 에그제 (투니버스) - 마리코 선생님
- 록맨 에그제 스트림 (투니버스) - 딩고
- 록맨 에그제 액세스 (투니버스) - 유리
- 달빛천사 (투니버스) - 나나미
- 맡겨줘 돌고래 (투니버스) - 파랑
- 메이저 1기 (투니버스) - 신재영 / 한수진
- 메탈베이블레이드 (투니버스) - 도라
- 몬스터 (투니버스) - 디터
- 미도리의 나날 (투니버스) - 마키
- 뷰티풀 조 (투니버스) - 캡틴 블루 주니어
- 블리치 (투니버스) - 야마다 하나타로
- 슈가슈가 룬 (투니버스) - 이시우
- 신비한 별의 쌍둥이 공주 꼬옥! (투니버스) - 노체 / 허브 / 우피 / 프란
- 아따맘마 (투니버스) - 점원1
- 아침안개의 무녀 (투니버스) - 히에다 타마
- 여신님! 작다는 건 편리해 (투니버스) - 샤이닝
- 오란고교 사교클럽 (투니버스) - 츠와부키 히나코
- 왕도둑 징 (투니버스) - 셰리
- 아따맘마 (투니버스) - 은별, 소담, 점원, 미용사
- 원피스 스폐셜 - 에피소드 오브 사보 (투니버스) - 코알라
- 배틀짱 (투니버스) - 아다치
- 베베데빌 (투니버스) - 이루아
- 울트라 매니악 (퀴니) - 루루 / 타무라 선생
- 음양대전기 (투니버스) - 아스카 소마
- 황당용사 욜라세다 (투니버스) - 루리의 어머니
- 쥬베이짱 2 시베리아 야규의 역습 (투니버스) - 오자루 / 토야마 사치
- 짱구는 못말려 (3, 5, 8~기) (투니버스) - 훈이, 유이슬
- 정글은 언제나 맑은 뒤 흐림 (투니버스) - 멜라니 / 사긴
- 슈퍼갤즈 (퀴니) - 아사이 시오리
- 최유기 리로드 (투니버스) - 화남
- 카레이도 스타 (투니버스) - 맥컬리 톰슨 / 줄리
- 캐릭캐릭 체인지 (투니버스) - 우주 / 마리 / 에루 / 리애 / 제로 / 시온 / 펄(린) / 금아 / 여름
- 캐릭캐릭 체인지 두근두근 (투니버스) - 마리 / 에루 / 미리아
- 캐릭캐릭 체인지 파티 (투니버스) - 마리 / 에루
- 캐릭캐릭 체인지 쁘띠 (투니버스) - 마리 / 에루
- 개구리 중사 케로로 (투니버스) - 가은 / 라비 / 유령 / 뽀용 / 키루루 / 우주인3
- 트윈스피카 (투니버스) - 한보라
- 학원 앨리스 (투니버스) - 신성희 / 한마음
- 고스트 바둑왕 (투니버스) - 홍수영
- 브랏츠 - 밤샘파티 대모험 (투니버스) - 칼리
- 결계사 (투니버스) - 유키무라 토키네 꿈빛 파티시엘 (투니버스) - 루미, 민트
- 꿈빛 파티시엘 프로페셔널 (투니버스) - 루미, 민트
- 안녕 자두야 스페셜 (투니버스) - 인어 민지
- 안녕 자두야 (투니버스) - 고양이 누룽지
- 마법변신! 아이돌 프린세스 리틀프릿 (투니버스) - 세이
- 15살, 나 살아있어요 (투니버스) - 다카시
- 외면하는 아이들 (투니버스)
- 베이비짱 (퀴니) - 아리 / 유리
- 도쿄 매그니튜드 8.0 (투니버스) - 미라이
- 말괄량이 마법학교 (투니버스) - 페넬라
- 명탐정 코난 (투니버스) - 최하니 / 오수원
- 기동무투전 G건담 (투니버스) - 섀리 / 호이
- 똑바로 가자 (투니버스)
- 엑스 드라이버 (투니버스) - 여자1
- 무적왕 트라이제논 (투니버스) - 아이
- 고쿠센 (투니버스) - 아이2
- 날아라 호빵맨 (투니버스) - 토순이
- 가면라이더 드래건 (투니버스) - 나나코
- 나나 6/17 (투니버스) - 민지 엄마 / 달님이
- 테니스의 왕자 (투니버스) - 안
- 레터비 (투니버스) - 네로
- 숲속의 전설 무시킹 (투니버스)
- 마루코는 아홉살 (투니버스) - 학생2 / 동네아줌마 / 보보의 엄마 / 나츠 / 리아 / 여학생 / 이웃마을두목 / 유코 / 잉꼬 / 토시에 / 미도리 외 각종 단역
- 쾌걸 조로리 (투니버스) - 공주
- 나루토 (투니버스) - 상집 여자
- 나루토 질풍전 (투니버스) - 모에기
- 무적코털 보보보 (투니버스)
- 탐정학원 Q (투니버스) - 점원
- 크르노 크루세이드 (투니버스) - 야신타
- GTO (투니버스) - 미캉 / 이즈미 / 구지라 / 메구미
- 메르헤븐 (투니버스) - 여학생1
- 아가사 크리스티의 명탐정 포와로와 마플 (투니버스) - 여경
- 조이드 (투니버스) - 로자 / 하딩 / 간호사 / 어린 레이븐
- 러브뮤 (퀴니) - 뮤
- 에어마스터 (투니버스) - 미오리
- 울프스 레인 (투니버스)
- 상상꾸러기 모나 (투니버스)
- 헌티드 정션 (투니버스) - 니노야마
- 시끌벅적 토마토 트윈스 (투니버스)
- 지켜줘 롤리팝 (투니버스) - 츄츄
- 웨딩피치 (투니버스) - 노이즈
- 흑마녀 나가신다 (투니버스)
- 외계돼지 피피 (투니버스) - 빼로
- 요괴워치2 (투니버스) - 우사뽕
- 신비아파트 고스트볼 더블X: 수상한 의뢰 (투니버스) - 송다운

### 외주제작 드라마
파워레인저 SPD (투니버스) - 여자
가면라이더 파이즈 (투니버스) - 리나 / 리하루

### KBS Kids
로보텍스  - 이오타 / 동수
재키찬 어드벤처 (KBS Kids 애니맥스) - 바이퍼
외계돼지 피피 (KBS Kids, 투니버스) - 빼로

### 예능 및 시사교양
- 무한지대큐 (KBS) 종료

### 타방송사
- 르브바하프 왕국 재건설기 - 시안 / 또띠/ 브루미안
- 아바타 - 아앙의 전설 (니켈로디언) - 메이
- 에어 (비디오 게임) (애니맥스) - 키리사마 카노 / 시라호
- 원피스 필름 골드 - 코알라
- 유유백서 - 명계사투편 (구) 시넥서스|시넥서스 (현) 채널J - 아링 / 모란
- 재키찬 어드벤처 (애니맥스) - 바이퍼
- 전설의 총사 아스타 (재능방송) - 큐피 / 장미공주
- 키바 (챔프) - 레베카
- 파라다이스 키스 (애니맥스) - 하마다 선생 / 아소 카오리
- 현시연 (애니맥스) - 사사하라 케이코
- 바람의 성흔 (애니맥스) - 쿠도 나나세
- 개구쟁이 스머프 (KiZmom) - 투덜이 스머프
- 해리포터와 불의 잔 (SBS) - 플뢰르 델라쿠르 (클레멘스 포시)
- 안녕 자두야 (SBS) - 김민지
- 뱀파이어 기사 (애니맥스) - 토오야 리마 / 히오 시즈카
- DARKER THAN BLACK -흑의 계약자- (애니맥스) - 치아키
- 소녀왕국 표류기 (애니맥스) - 메이메이 / 파나코
- 사일런트 뫼비우스 (애니맥스) - 사이호 유키
- 어떤 과학의 초전자포 (애니맥스) - 완나이 키누호 / 텟소우 츠즈리
- 몬스터 버스터 클럽 (애니박스) - 사만다
- 듀얼 레전드 제로 (재능TV) - 안경태 / 승부 엄마 / 실렌시아
- 로라와 버지니아 (KiZmom) - 베아트리스
- 크러시기어 니트로 (재능TV) - 티비
- 우당탕탕 잉양요(챔프TV) - 리나 / 사라노이아 / 리사
- S.A 스페셜 에이 (애니맥스) - 타키시마 스이 / 우시쿠보 사쿠라 / 오이카와 유이
- 카미츄! (애니맥스) - 사에구사 미코
- 건퍼레이드 마치 (애니맥스) - 모리 세이카
- 레이튼 교수와 영원의 가희 (디즈니채널) - 루크
- 로미오와 줄리엣: 바다표범의 사랑이야기 (카툰네트워크) - 갈매기
- 배트맨 : 조커의 귀환 (카툰네트워크) - 디디2 / 매트
- 스피드 레이서 넥스트 제너레이션 (카툰네트워크) - 안나리즈 자이작
- 지옥소녀 (애니맥스) - 키리노사키
- 택틱스 (애니맥스) - 그림자 여인 / 후미
- 출동! 슈퍼윙스 (EBS) - 미나, 새미, 김순경, 태훈, 니콜 엄마, 브리기타 할머니, 마르틴, 나일라
- 마기 (카툰네트워크) - 피스티
- 꼬마버스 타요 (EBS) - 하트 / 두리 / 루시 / 마일리
- 시계마을 티키톡 (EBS) - 포포티

### 영화 애니
- 케로로 중사 극장판 1기 - 최종병기 키루루 (투니버스) - 가은 / 라비
- 케로로 중사 극장판 3기 - 케로로 대 케로로 천공대결전 (투니버스) - 라비
- 케로로 더 무비: 드래곤 워리어 (투니버스) - 라비
- 빨간모자의 진실 (MBC) - 퀼
- 명탐정 코난 극장판 - 서준희
- 포켓몬스터 DP 극장판 (재능TV) - 앨리스 / 뮤
- 플랜더스의 개 극장판 (재능TV) - 네로
- 덱스터의 실험실 극장판 : 시간여행 (카툰네트워크) - 할아버지 덱스터  짱구는 못말려 극장판
- 짱구는 못말려 극장판: 핸더랜드의 대모험 - 훈이, 죠끼리 누
- 짱구는 못말려 극장판: 암흑마왕 대추적 - 훈이, 나여경
- 짱구는 못말려 극장판: 폭발! 온천 부글부글 대작전 - 훈이, 지혜, 고순희
- 짱구는 못말려 극장판: 태풍을 부르는 영광의 불고기 로드 - 훈이, 황미나, 지혜, 고순희
- 짱구는 못말려 극장판: 폭풍을 부르는 석양의 떡잎마을 방범대 - 훈이, 선아
- 짱구는 못말려 극장판: 엄청난 태풍을 부르는 금창의 용사 - 훈이, 프리린, 은은
- 짱구는 못말려 극장판: 포효하라! 떡잎 야생왕국 - 훈이, 쌍젓가락
- 짱구는 못말려 극장판: 나의 이사 이야기 선인장 대습격 - 훈이, 카롤리나
- 짱구는 못말려 극장판: 습격!! 외계인 덩덩이 - 훈이, 이슬
- 짱구는 못말려 극장판: 아뵤! 쿵후 보이즈 ~라면대란~ - 훈이
- 짱구는 못말려 극장판: 신혼여행 허리케인 ~사라진 아빠~ - 훈이
- 짱구는 못말려 극장판: 동물소환 닌자 배꼽수비대 - 훈이
- 극장판 짱구는 못말려: 우리들의 공룡일기 - 훈이

### 게임 더빙
- 메이플 스토리 (서울문화사) - 델리키
- 레이튼 교수와 악마의 상자 - 루크
- 인피니티 온라인 - 알렉시아
- 리그 오브 레전드 - 아무무,르블랑
- 전국무쌍(PS2) - 오이치

### DVD 애니 더빙
- 비너스 전기 (DVD)

### 방송 종료
- 휴먼다큐 사랑 엄앵란과 신성일 (MBC) - 내레이션

### 광고 더빙
- 기아자동차 (레이, 쏘렌토, K5 하이브리드)
- 존슨앤드존슨 아큐브
- 메이블린 매그넘 마스카라
- 한국GM (마티즈, 젠트라, 지엠대우 오토카드)
- 쉐보레
- 옥시레킷벤키저 옥시크린
- 아모레퍼시픽 이니스프리
- 청정원 햇살담은 자연숙성간장
- 교원 빨간펜
- 롯데칠성음료 델몬트 콜드
- 센트룸
- 라이온코리아 아이 깨끗해
- 공익광고협의회
- CJ오쇼핑
- 현대자동차
- 코웨이 케어스
- KT SHOW
- 매일유업 데르뜨 트위스떼
- 머니라이프 코끼리론
- 베스킨라빈스
- 삼성전자 애니콜
- 동서식품 (맥심, 오레오)
- 야마하 음악교실
- 스킨푸드
- 삼성금융그룹
- 에뛰드
- 천년약속
- LG생활건강 오휘
- 한국수자원공사
- 삼양사
- 한국투자증권
- LG유플러스 뮤직온
- 정관장